# ナルニア国物語/第1章: ライオンと魔女
『ナルニア国物語/第1章: ライオンと魔女』（ナルニアこくものがたり だいいっしょう ライオンとまじょ、The Chronicles of Narnia: The Lion, the Witch and the Wardrobe）は、2005年のアメリカ映画。C・S・ルイスの児童文学シリーズ・『ナルニア国物語』の1作目『ライオンと魔女』を映画化したもの。ロケ地はニュージーランド。
第78回アカデミー賞でメイクアップ賞を受賞。

## キャスト
| 役名                           | 俳優                                              | 日本語吹替   |
| ------------------------------ | ------------------------------------------------- | ------------ |
| 白い魔女                       | ティルダ・スウィントン                            | 大地真央     |
| ルーシー・ペペンシー           | ジョージー・ヘンリー                              | 宇山玲加     |
| エドマンド・ペペンシー         | スキャンダー・ケインズ                            | 畠中祐       |
| スーザン・ペペンシー           | アナ・ポップルウェル                              | 高橋由希     |
| ピーター・ペペンシー           | ウィリアム・モーズリー                            | 木村良平     |
| アスラン（声）                 | リーアム・ニーソン フランク・ウェルカー（鳴き声） | 津嘉山正種   |
| タムナス                       | ジェームズ・マカヴォイ                            | 関智一       |
| カーク教授                     | ジム・ブロードベント                              | 中村正       |
| サンタクロース                 | ジェームズ・コスモ                                | 大木民夫     |
| モーグリム（声）               | マイケル・マドセン                                | 遠藤憲一     |
| ビーバー（声）                 | レイ・ウィンストン                                | 麦人         |
| ビーバーおくさん（声）         | ドーン・フレンチ                                  | 堀越真己     |
| キツネ（声）                   | ルパート・エベレット                              | 池田秀一     |
| マクレディ                     | エリザベス・ホーソーン                            | 沢田敏子     |
| ヘレン・ペペンシー             | ジュディ・マッキントッシュ                        | 磯西真喜     |
| ジナーブリック                 | キラン・シャー                                    | 後藤哲夫     |
| オレイアス                     | パトリック・ケイク                                |              |
| オトミン将軍                   | シェーン・ランギ                                  |              |
| グィルフォン（声）             | キャメロン・ローディス                            |              |
| フィリップ（声）               | フィリップ・ステイラー                            | 星野貴紀     |
| ヴァーダン（声）               | ジム・メイ                                        | ふくまつ進紗 |
| ラジオアナウンサー（声）       | ダグラス・グレジャム                              |              |
| ルーシー・ペペンシー（大人）   | レイチェル・ヘンリー                              | 伊藤静       |
| エドマンド・ペペンシー（大人） | マーク・ウェルス                                  | 鈴木達央     |
| スーザン・ペペンシー（大人）   | ソフィー・ウィンレメン                            | 小林沙苗     |
| ピーター・ペペンシー（大人）   | ノア・ハントリー                                  | 木内秀信     |

## スタッフ
- 原作：C・S・ルイス
- 監督：アンドリュー・アダムソン
- 製作：マーク・ジョンソン
- 脚本：アンドリュー・アダムソン、クリストファー・マルクス、スティーヴン・マクフィーリー、アン・ピーコック
- VFX：リズム&ヒューズ、ソニー・ピクチャーズ・イメージワークス、インダストリアル・ライト&マジック
- SFX：WETAワークショップ
- 音楽：ハリー・グレッグソン＝ウィリアムズ、エイミー・リー
- プロデューサー：アンドリュー・アダムソン、ペリー・ムーア、フィリップ・ステュアー

## ゲーム
- en:The Chronicles of Narnia: The Lion, the Witch and the Wardrobe (video game)
トラベラーズテイルズ (Traveller's Tales)が開発したアクションアドベンチャーゲームとして、ブエナ ビスタ ゲームによりプレイステーション2、Xbox、ニンテンドー ゲームキューブ、ニンテンドーDS、ゲームボーイアドバンスなどにて発売された。日本国内ではディースリー・パブリッシャーから、プレイステーション2版とニンテンドーDS版が2006年春に発売された。